# University of Alberta
University of Alberta (U of A) är ett statligt universitet i Edmonton, Alberta, Kanada. Universitetet grundades 1908 och med över 36 000 studenter, ett av de fem största universiteten i Kanada.
Sedan 2004 ingår Augustana University College i Camrose, Alberta i University of Alberta.
University of Alberta placerade sig på plats 110 2023 i QS Universitetsvärldsrankning över världens bästa universitet.